# 巴焦尔特区

巴焦尔特区位于联邦直辖部落地区北部

巴焦尔特区，巴基斯坦联邦直辖部落地区的一个特区。总面积1,290 km2 (498.1 sq mi)，总人口595,227(1998)。县治位于Khar。巴焦尔位于巴基斯坦与阿富汗的边境，是开伯尔山口被使用之前从喀布尔通往巴基斯坦的要所。该地主要居民为普什图人的塔尔坎尼部落（Tarkani, Tarkalani）。

## 行政区划
巴焦尔特区分为7个乡。